# 보스나강

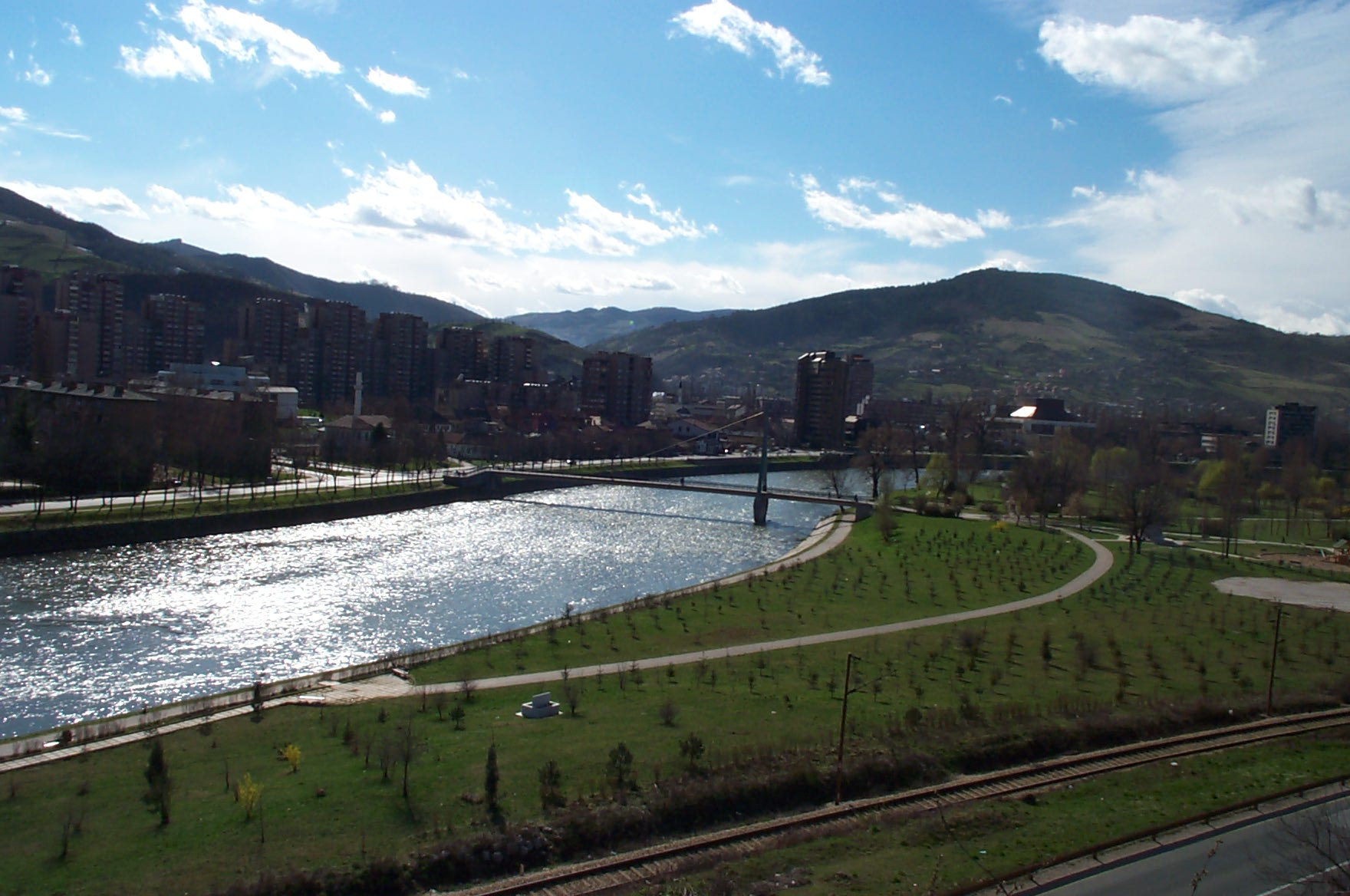
보스나강

보스나강(보스니아어: Bosna, 크로아티아어: Bosna, 세르비아어: Босна, Bosna)은 보스니아 헤르체고비나를 흐르는 강으로, 보스니아 헤르체고비나 국내를 흐르는 3개의 중요한 강 중 하나이다. 다른 2개는 네레트바강(Neretva), 브르바스강(Vrbas)이며, 보스나강의 총 길이는 271 km이다. 보스나강의 발원지에는 브렐로보스네 자연 공원이 위치한다.